# NGC 2537
NGC 2537 là một thiên hà lùn nhỏ gọn màu xanh lam trong chòm sao Thiên Miêu, nằm ở khoảng 3 độ NNW của 31 Lyncis. Đây là Arp 6 hoặc Mrk 86. Nó thuộc phân loại iE của Blue Compact Dwarf (BCD), được mô tả là quang phổ thiên hà với thành phần Độ sáng bề mặt thấp hình elip bên dưới với thành phần hình thành sao "thắt nút" (Gil de Paz et al., 2000, Trang 378 Astron. Vật lý thiên văn. Bổ sung. Ser. 145).
Nó đã được cho là có thể tương tác với IC 2233. Tuy nhiên, điều này hiện được coi là rất khó xảy ra khi các quan sát vô tuyến với Kỹ thuật giao thoa với đường cơ sở rất dài cho thấy hai thiên hà nằm ở các khoảng cách khác nhau.

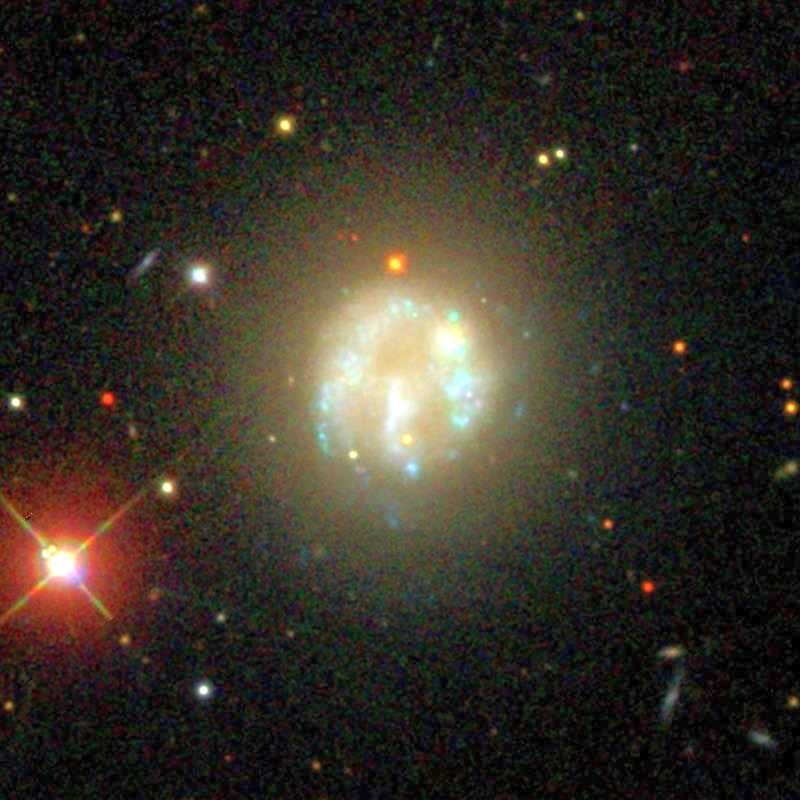
NGC 2537 với màu tổng hợp